# Paulo Guidotti
Paulo Guidotti (em italiano:  Paolo Guidotti; Lucca, 1559 – 1629), conhecido como Il Borghese ou Cavaliere Borghese, foi um pintor e arquiteto italiano ativo principalmente em Roma no final do século XVI e início do século XVII.

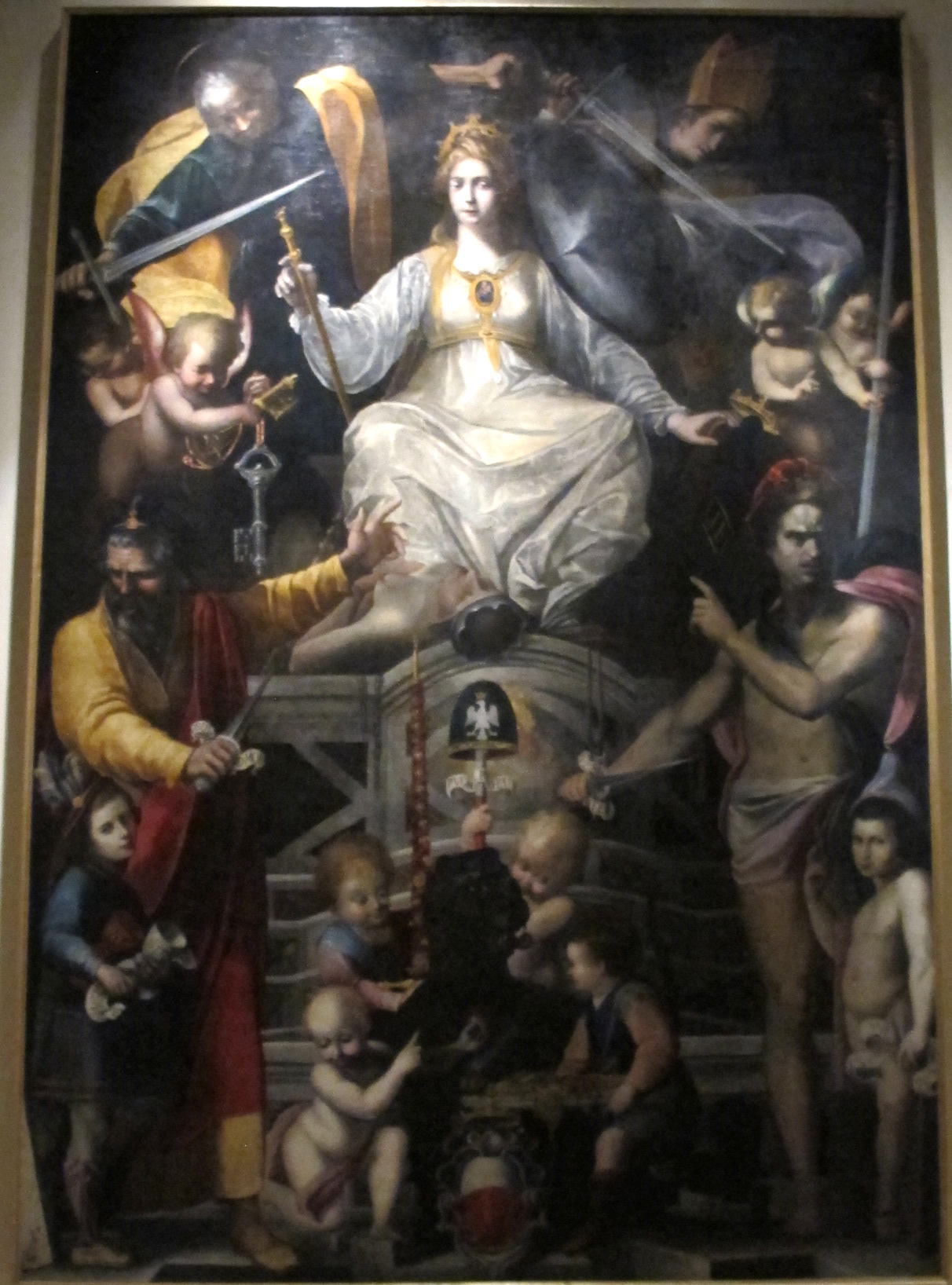
"Alegoria da Liberdade de Lucca com São Pedro e São Paulo" (1611), no Museo Nazionale di Villa Guinigi, em Lucca.

## História
Paulo foi descrito como tendo um "ingegno bizzarro" ("enorme engenhosidade"), pois ele alegava ter projetado uma máquina capaz de voar (ou um paraquedas), mas conseguiu apenas quebrar uma perna.
Muitas de suas obras arquitetônicas, realizadas por encomenda do papa Sisto V, se perderam. Ele realizou uma série de esculturas para o papa Paulo V Borghese, que permitiu que ele adotasse seu sobrenome e nomeou-o responsável pelo Capitólio e principe da Academia de São Lucas. Um polímata, Paulo foi o responsável pela decoração da cidade para a canonização, em 1622, de Santo Isidoro Lavrador, Santo Inácio de Loyola, São Francisco Xavier, São Filipe Néri e Santa Teresa de Ávila. Ele escreveu um poema épico intitulado "Gerusalemma Distrutta" ("Jerusalém Destruída"), concluindo cada oitava linha com Gerusalemme liberata.